# Zhoukoudian
Zhoukoudian of Choukoutien, verouderd Nederlands Tsjoekoetien, is een grottencomplex nabij Peking in China. Onder de vele archeologische vondsten was een van de eerste exemplaren van Homo erectus, de zogeheten pekingmens, en een collectie beenderen van de reuzenhyena (Pachycrocuta brevirostris). De pekingmens leefde zo'n 200.000 tot 500.000 jaar geleden in deze grotten.
De locatie werd ontdekt door Johan Gunnar Andersson in 1921 en voor het eerst uitgegraven door Otto Zdansky in 1921 en 1923 met als resultaat twee mensentanden. Ze werden onderzocht door Davidson Black die ze identificeerde als behorend tot een voorheen onbekend ras, waarna uitgebreide opgravingen volgden.